# Lenzi (famiglia)

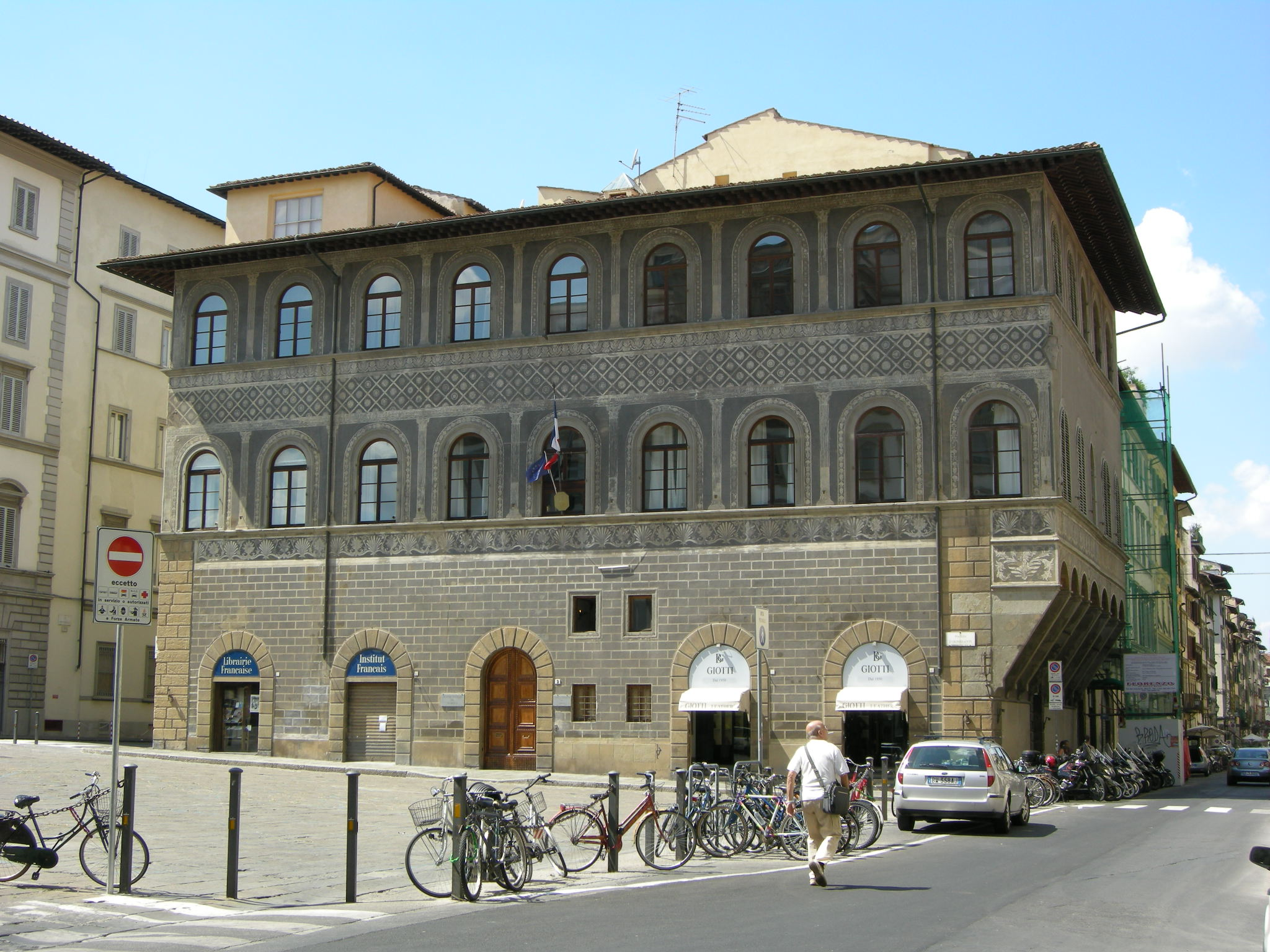
Palazzo Lenzi a Firenze, oggi sede del consolato di Francia

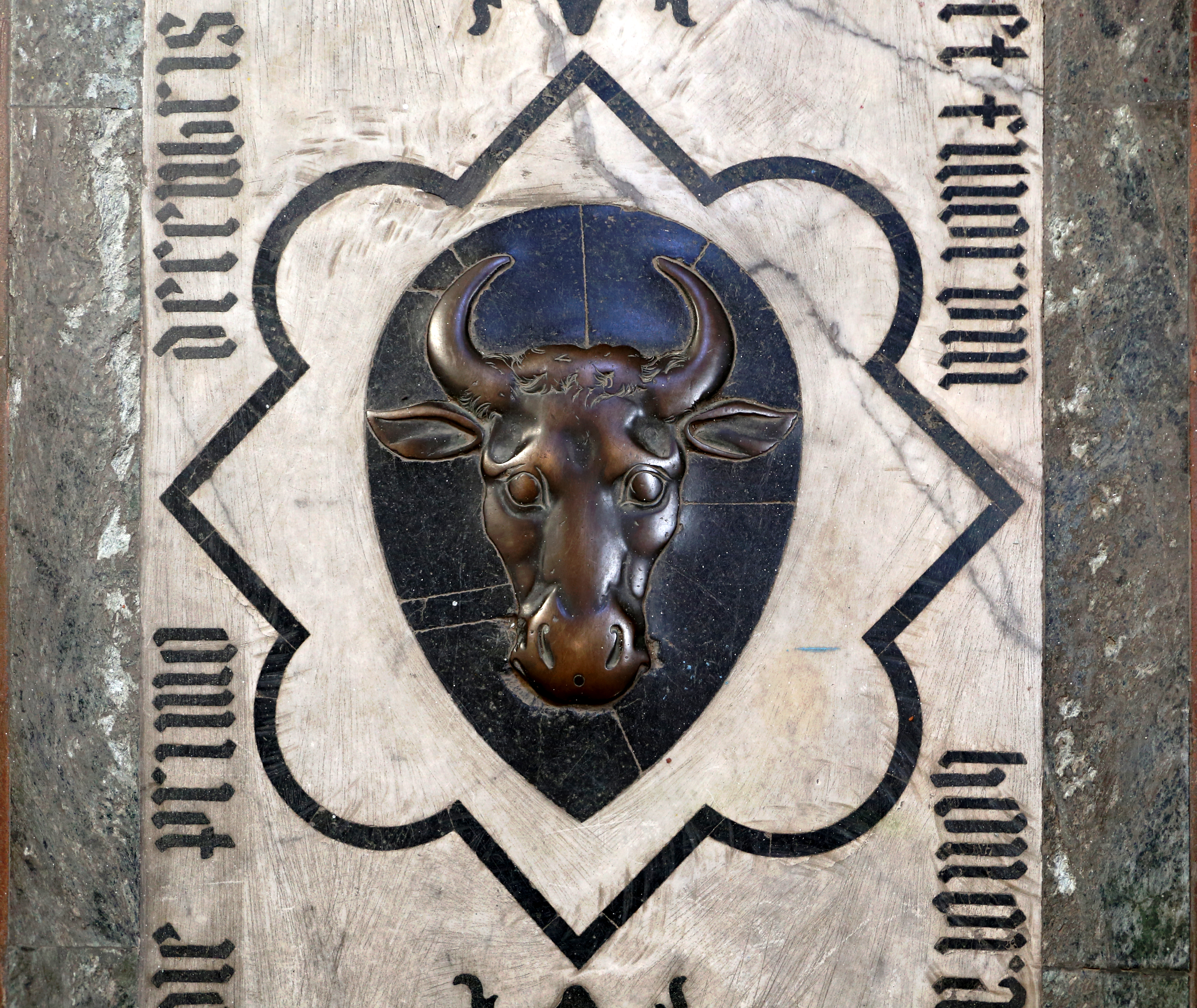
Lo stemma Lenzi sulla tomba di Lorenzo Lenzi in Ognissanti (Firenze)

I Lenzi furono una famiglia di origine fiorentina.

## Storia familiare
Importante nella storia della repubblica di Firenze, da essa provennero 20 priori e due Gonfalonieri di Giustizia. Ebbe come palazzo principale palazzo Lenzi, in piazza Ognissanti, che viene attribuito a Brunelleschi, ed un altro ramo costruì palazzo Marzichi Lenzi in borgo Pinti.
La tradizione locale (tuttavia infondata) vuole che la famiglia Lenzi sia originaria della Polonia e sia un ramo familiare della famiglia Leszczyński, da cui provenne il granduca di Lituania Stanislao, poi re di Polonia dal 1705.
Il ramo fiorentino si estinse nel 1642, quando Andrea Lenzi morì in maniera accidentale, colpito da una pesante forma lignea cadutagli sulla testa mentre attraversava via Ghibellina.

## Stemma
Lo stemma Lenzi è d'azzurro, al rincontro di toro d'oro.